# 阿爾及利亞國民陣線
阿爾及利亞國民陣線（阿拉伯语：‎）是一個阿爾及利亞右派和民族保守主義政黨，其主席是穆薩·陶阿廷。該黨在2002年5月30日舉行的全國人民議會選舉中獲得1.6%選票，因而得到議會內380席當中的8席，後來他於2007年選舉中獲得4.18%選票以及380席議席內的13席，並在2012年全國人民議會選舉中得到2.13％選票與9個議會席位（包括3名婦女）。另一方面，阿爾及利亞國民陣線主席穆薩·陶阿廷也曾經參與2009年阿爾及利亞總統選舉，結果只能獲得2.31%選票因而競選失敗。